# Douglas Bennett
Douglas Bennett (Saint-Lambert, 13 settembre 1918 – 28 giugno 2008) è stato un canoista canadese.

## Palmarès

### Olimpiadi
- Argento a Londra 1948 nel C1 1000 metri.